# Apollonias sericea
Apollonias sericea — вид квіткових рослин роду аполонії родини лаврових.

## Опис
Це вічнозелене дерево з гілками, що утворюють волоті. Листки чергові, ланцетні, зворотноланцетні (довжиною 10—14 см, шириною 2,5—4 см), вершина коротко загострена, злегка запушені знизу, черешки запушені (довжиною 10—20 мм). Квітки кулясті стиснені (діаметром 3—4 мм), згруповані в пірамідальній запушеній пахвовій волоті (довжиною 8—14 см), з приквітками яйцювато ланцетні (довжина 1—2 мм).

## Поширення
Ендемік вологих лісів східно-центрального Мадагаскару.